# Hotel Sutherland House
El Hotel Sutherland House es un hotel boutique ubicado en la Avenida Alemania aledaño a la zona típica de conservación histórica de Valparaíso, Chile, en una casona cuya data de construcción es de 1850, con un estilo arquitectónico vernáculo, en pleno Cerro Alegre. 
El Hotel ofrece en todas sus habitaciones una vista sobre la ciudad y la bahía de Valparaíso. Durante el 2009, se realizaron obras de habilitación para transformar el inmueble en un moderno establecimiento hotelero, conservando el estilo arquitectónico original.
El hotel fue inaugurado el 6 de diciembre de 2010 con la presencia del secretario regional ministerial de Economía, Mauricio Silva, del alcalde Valparaíso, Jorge Castro, del director regional de Corfo, Víctor Fuentes y del obispo de Valparaíso, Monseñor Gonzalo Duarte.

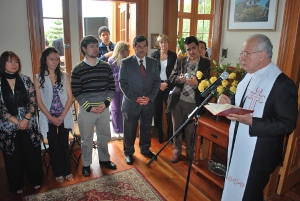
Obispo de Valparaíso Bendiciendo Hotel en la ceremonia de Inauguración.

## Historia
El hotel Sutherland House debe su nombre a George Sutherland, quien llegó a Chile en 1861, desde el Moray House Training College de Edimburgo, Escocia, para colaborar con Peter Mackay en el The Valparaiso Artizan School, en la tarea de educar a los hijos de las familias británicas que trabajaban en Valparaíso.
Con posterioridad, ambos educadores y el pintor Thomas Somerscales se separan por diferencias religiosas de ese colegio, iniciando en 1877 el The Mackay and Sutherland School. La sociedad educacional de Mackay & Sutherland en el año 1882 compró al Banco de Valparaíso los terrenos donde se encuentra el actual Hotel Boutique Sutherland House, el cual sirvió en la época como rectoría del establecimiento. En el año 1893, George Sutherland adquiere los derechos de la propiedad como único dueño.
A la muerte de Mackay; Sutherland y el nuevo profesor George Robertson deciden renombrar al colegio como The Mackay English School, como homenaje póstumo.
Actualmente, a un costado del acceso principal a la sede de The Mackay School en Reñaca, Viña del Mar, se pueden observar los bustos de tres personalidades de gran importancia para el desarrollo de esa institución. Se trata de los profesores Peter Mackay, George Sutherland y George Robertson.